# Aedes perditus
Aedes perditus är en mygga som beskrevs 1908 av George Frederick Leicester. Arten ingår i släktet Aedes och familjen stickmyggor. Den förekommer på Malackahalvön och inga underarter finns listade i Catalogue of Life.